# Alidu Seidu
Alidu Seidu, né le 4 juin 2000 à Accra (Ghana), est un footballeur international ghanéen qui évolue au poste d'arrière droit au Stade rennais FC.

## Biographie

### En club
Né le 4 juin 2000 à Accra, la capitale du Ghana, Alidu Seidu est formé en Côte d'Ivoire entre 2011 et 2019 par l'académie JMG (en).

#### Clermont Foot
Il rejoint ensuite le Clermont Foot. Le 19 septembre 2020, il dispute son premier match en professionnel lors d'une rencontre de Ligue 2 face au Toulouse FC. Il entre en jeu à la place de Jodel Dossou et les deux équipes se neutralisent (1-1).
Le 31 mars 2021, Alidu Seidu prolonge son contrat avec le Clermont Foot jusqu'en juin 2025,. Concernant sa prolongation, il dit : « Je suis très heureux et très fier de prolonger l’aventure avec le CF63 jusqu’en 2025. Merci à tous les dirigeants et membres du club, merci à mes coéquipiers et à toutes celles et ceux qui croient en moi ».
Le 19 octobre 2022, il prolonge son contrat jusqu'en juin 2027,. Sur sa prolongation, il raconte : « Je suis très content d’avoir prolongé pour 2 années supplémentaires au Clermont Foot 63. Mon objectif est d’entretenir cette bonne dynamique avec l’équipe et de conserver notre place en Ligue 1 Uber Eats. Je remercie tous les supporters ainsi que le coach, le staff et l’ensemble du club pour leur confiance. Allez Clermont ! ».
Lors de la saison 2020-2021, Alidu Seidu participe à la montée historique du club en première division, le Clermont Foot accédant pour la première fois de son histoire à l'élite du football français.
Le 15 août 2021, il fait sa première apparition en Ligue 1 lors de la deuxième journée de la saison 2021-2022 face à l'ESTAC Troyes. Il entre en jeu à la place de Jim Allevinah lors de cette rencontre qui se termine par la victoire du Clermont Foot (2-0).

#### Stade rennais FC
Le 29 janvier 2024, Alidu Seidu s'engage avec le Stade rennais FC en paraphant un contrat de quatre ans et demi, soit jusqu'en juin 2028,. L'indemnité du transfert est estimé à 11 millions d'euros et il choisit de porter le no 36,.
Le 15 février 2024, il découvre la coupe d'Europe avec les Rouge et Noir en disputant son premier match européen lors d'une rencontre de Ligue Europa 2023-2024 face à l'AC Milan. Il entre en jeu mais son équipe est battue sur le score de trois buts à zéro.
Le 30 septembre 2024, il est élu joueur du mois de septembre devant Ludovic Blas et Arnaud Kalimuendo. Il est également élu joueur du mois d'octobre par les supporters rennais.
Le 24 novembre 2024, il sort sur blessure à la 18e minute de jeu contre le LOSC Lille (défaite, 0-1) à la suite d'une blessure au genou gauche,. Le lendemain, le club breton annonce que le joueur a subi une rupture du ligament croisé du genou gauche,. Le 16 décembre 2024, le Stade rennais FC annonce qu'Alidu Seidu a été opéré avec succès et que ce dernier rentre désormais dans une phase de rééducation puis de réathlétisation,.
Le 28 mars 2025, alors sous contrat avec les Rouge et Noir jusqu'en juin 2028, il prolonge son contrat d'une année supplémentaire, soit jusqu'en juin 2029.

### En sélection nationale
En mai 2022, Alidu Seidu est appelé pour la première fois avec l'équipe nationale du Ghana par le sélectionneur Otto Addo. Le 10 juin 2022, il honore sa première sélection avec le Ghana lors d'un match amical face au Japon. Il est titularisé et son équipe s'incline sur le score de quatre buts à un.
Le 14 novembre 2022, il est sélectionné par Otto Addo pour participer à la Coupe du monde 2022 au Qatar. Le 24 novembre 2022, il dispute son premier match du tournoi face au Portugal. Le 31 décembre 2023, il est retenu dans la liste des vingt-sept joueurs ghanéens sélectionnés par Chris Hughton pour disputer la Coupe d'Afrique des nations 2023 en Côte d'Ivoire.

## Statistique

### En club
| Saison                | Club                  | Championnat           | Championnat | Championnat | Championnat | Coupe(s) nationale(s) | Coupe(s) nationale(s) | Coupe(s) nationale(s) | Compétition(s) continentale(s) | Compétition(s) continentale(s) | Compétition(s) continentale(s) | Compétition(s) continentale(s) | Total | Total | Total |
| Saison                | Club                  | Division              | M.          | B.          | P.d.        | M.                    | B.                    | P.d.                  | Comp.                          | M.                             | B.                             | P.d.                           | M.    | B.    | P.d.  |
| 2020-2021             | Clermont Foot 63      | Ligue 2               | 22          | 0           | 0           | 1                     | 0                     | 0                     | -                              | -                              | -                              | -                              | 23    | 0     | 0     |
| 2021-2022             | Clermont Foot 63      | Ligue 1               | 21          | 0           | 0           | 2                     | 0                     | 0                     | -                              | -                              | -                              | -                              | 23    | 0     | 0     |
| 2022-2023             | Clermont Foot 63      | Ligue 1               | 28          | 0           | 0           | 1                     | 0                     | 0                     | -                              | -                              | -                              | -                              | 29    | 0     | 0     |
| 2023-2024             | Clermont Foot 63      | Ligue 1               | 14          | 0           | 1           | -                     | -                     | -                     | -                              | -                              | -                              | -                              | 14    | 0     | 1     |
| Sous-total            | Sous-total            | Sous-total            | 85          | 0           | 1           | 4                     | 0                     | 0                     | -                              | -                              | -                              | -                              | 89    | 0     | 1     |
| 2023-2024             | Stade rennais FC      | Ligue 1               | 11          | 0           | 0           | 2                     | 0                     | 0                     | C3                             | 2                              | 0                              | 0                              | 15    | 0     | 0     |
| 2024-2025             | Stade rennais FC      | Ligue 1               | 11          | 0           | 0           | 0                     | 0                     | 0                     | -                              | -                              | -                              | -                              | 11    | 0     | 0     |
| Sous-total            | Sous-total            | Sous-total            | 22          | 0           | 0           | 2                     | 0                     | 0                     | -                              | 2                              | 0                              | 0                              | 26    | 0     | 0     |
| Total sur la carrière | Total sur la carrière | Total sur la carrière | 107         | 0           | 1           | 6                     | 0                     | 0                     | -                              | 2                              | 0                              | 0                              | 115   | 0     | 1     |

### En sélection nationale
| Saison                | Sélection             | Phases finales        | Phases finales | Phases finales | Phases finales | Éliminatoires | Éliminatoires | Éliminatoires | Éliminatoires | Amicaux | Amicaux | Amicaux | Total | Total | Total |
| Saison                | Sélection             | Comp.                 | M.             | B.             | P.d.           | Comp.         | M.            | B.            | P.d.          | M.      | B.      | P.d.    | M.    | B.    | P.d.  |
| --------------------- | --------------------- | --------------------- | -------------- | -------------- | -------------- | ------------- | ------------- | ------------- | ------------- | ------- | ------- | ------- | ----- | ----- | ----- |
| 2022                  | Ghana                 | Coupe du monde 2022   | 2              | 0              | 0              | CAN 2023      | 0             | 0             | 0             | 4       | 0       | 0       | 6     | 0     | 0     |
| 2023                  | Ghana                 | -                     | -              | -              | -              | CAN 2023      | 1             | 0             | 0             | 2       | 0       | 0       | 4     | 0     | 0     |
| 2023                  | Ghana                 | -                     | -              | -              | -              | CdM 2026      | 1             | 0             | 0             | 2       | 0       | 0       | 4     | 0     | 0     |
| 2024                  | Ghana                 | CAN 2023              | 1              | 0              | 0              | CdM 2026      | 2             | 0             | 0             | 2       | 0       | 0       | 10    | 1     | 0     |
| 2024                  | Ghana                 | CAN 2023              | 1              | 0              | 0              | CAN 2025      | 5             | 1             | 0             | 2       | 0       | 0       | 10    | 1     | 0     |
| Total sur la carrière | Total sur la carrière | Total sur la carrière | 3              | 0              | 0              | -             | 9             | 1             | 0             | 8       | 0       | 0       | 20    | 1     | 0     |

Matchs internationaux

Le tableau suivant liste les rencontres de l'équipe du Ghana dans lesquelles Alidu Seidu a été sélectionné depuis le 10 juin 2022 jusqu'à présent :

#### Buts internationaux
| Buts internationaux d'Harry Maguire | Buts internationaux d'Harry Maguire | Buts internationaux d'Harry Maguire | Buts internationaux d'Harry Maguire | Buts internationaux d'Harry Maguire | Buts internationaux d'Harry Maguire | Buts internationaux d'Harry Maguire | Buts internationaux d'Harry Maguire | Buts internationaux d'Harry Maguire |
| 0                                   | Date                                | Lieu                                | Compétition                         | Résultat                            | Adversaire                          | Détail                              | Détail                              | Sél.                                |
| ----------------------------------- | ----------------------------------- | ----------------------------------- | ----------------------------------- | ----------------------------------- | ----------------------------------- | ----------------------------------- | ----------------------------------- | ----------------------------------- |
| 1er                                 | 9 septembre 2024                    | Stade municipal de Berkane, Berkane | Éliminatoires CAN 2025              | 1 - 1                               | Niger                               | 44e                                 | 0 - 1                               | 17e                                 |